# Pione dendritica
Pione dendritica är en svampdjursart som först beskrevs av Hancock 1849.  Pione dendritica ingår i släktet Pione och familjen borrsvampar. Inga underarter finns listade i Catalogue of Life.